# Geoffrey Castillion
Geoffrey Castillion (Ámsterdam, Países Bajos; 25 de mayo de 1991) es un futbolista neerlandés que se desempeña como delantero en el Persib Bandung de la Liga 1 de Indonesia.

## Clubes
| Club                   | País           | Año       |
| ---------------------- | -------------- | --------- |
| AFC Ajax               | Países Bajos   | 2010-2011 |
| RKC Waalwijk           | Países Bajos   | 2011-2012 |
| Heracles Almelo        | Países Bajos   | 2012-2013 |
| Jong Ajax              | Países Bajos   | 2013-2014 |
| NEC Nimega             | Países Bajos   | 2014      |
| New England Revolution | Estados Unidos | 2014      |
| FC Universitatea Cluj  | Rumania        | 2015      |
| Debreceni VSC          | Hungría        | 2015-2016 |
| Puskás Akadémia FC     | Hungría        | 2016      |
| Debreceni VSC          | Hungría        | 2017      |
| Víkingur               | Islandia       | 2017      |
| FH Hafnarfjörður       | Islandia       | 2018-2019 |
| Fylkir Reykjavík       | Islandia       | 2019      |
| Persib Bandung         | Indonesia      | 2020 -    |